# Даутов, Рустем Хазитович
Рустем Хазитович Даутов (род. 28 ноября 1965, Уфа) — немецкий, ранее советский, шахматист, первый гроссмейстер (1989) в Башкирии.
Максимальный рейтинг 2636 достигнут в январе 2002.
По национальности татарин.
Участник ряда чемпионатов СССР среди юношей (чемпион в 1983) и всесоюзных турниров молодых мастеров. Лучшие результаты в международных соревнованиях: Дрезден (1986—1988), Галле-Нойштадт (побочный турнир, 1987) и Потсдам (1988) — 1-е; Росток (1987) — 1-2-е; Берлин (1988) — 1-3-е; Кечкемет и Дрезден — 1-е; Свердловск (1989) — 2-е места.
Чемпион Германии (1996), в составе сборной Германии серебряный призёр 34-й Олимпиады (Стамбул, 2000).
Чемпион Вооружённых Сил СССР (1986), Белоруссии (1986), призёр международного турнира «Урал-89».
Его отец Хазит Мирзагитович Даутов — первый его тренер. Женат на немецкой шахматистке Петре Штадлер.

## Изменения рейтинга
| Графики недоступны из-за технических проблем. См. информацию на Фабрикаторе и на mediawiki.org. |